# پرواز شماره ۲۷۷ ایران‌ایر
پرواز شمارهٔ ۲۷۷ هواپیمایی ایران ایر یک پرواز مسافرتی با هواپیمای مسافربری بوئینگ ۷۲۷ و متعلق به شرکت هواپیمایی ایران ایر بود که از تهران به سمت ارومیه پرواز می‌کرد و با ۱۰۵ سرنشین (۹۴ مسافر - ۱۱ خدمه) در نزدیکی ارومیه سقوط کرد.
این هواپیما که با یک ساعت تأخیر از تهران به مقصد ارومیه پرواز کرده بود به‌علت اوضاع نامساعد جوی و مه شدید ساعت ۱۹ و ۴۵ دقیقه ۱۹ دی ۱۳۸۹ در دشت نزدیک به روستای کلیساکندی ارومیه سقوط کرد.

## هواپیما

### تاریخچه پروازی
این هواپیمای بوئینگ ۷۲۷–۲۸۶ آ که نخستین پرواز خود را در تاریخ ۱۲ ژوئن ۱۹۷۴ انجام داده بود، در زمان حادثه ۳۶ سال و ۷ ماه عمر داشته‌است و صد و دوازدهمین بوئینگ ۷۲۷ بود که در تاریخ سوانح هوایی جهان از بین رفت. ضمن اینکه این حادثهٔ هوایی از لحاظ میزان خسارت بیست و هفتمین حادثه خسارت‌بار در جهان و دهمین حادثه در ایران بود که بوئینگ ۷۲۷ در آن نقش داشته‌است.

### سلامت فنی
دربارهٔ سلامت فنی هواپیما، گزارش‌ها حاکی از این است که کارشناسان فنی از یک سال قبل نظر به خروج این هواپیما از ناوگان حمل و نقل هوایی کشور داشته‌اند، اما به دلایل نامعلومی به خط پروازی بازگردانده شده‌است. این در حالی است که این هواپیما با داشتن سابقه سانحه، ۱۰ سال قبل باز نشدن چرخ جلو و فرود با دماغه در فرودگاه شیراز را تجربه کرده بوده‌است.

## حادثه و تلفات
در زمان حادثه، وضعیت جوی در فرودگاه ارومیه بر حسب فاکتورهای متار بیانگر این بود که در روز ۱۹ دی ۱۳۸۹ (۹ ژانویه ۲۰۱۱) در ساعت ۱۶:۰۰ برحسب زمان جهانی، جهت باد ۲۶۰ درجه و سرعت آن ۴ گره دریایی برابر با ۷٫۴ کیلومتر بر ساعت و میزان دید در هوای برفی ۸۰۰ متر بوده‌است.
به گفته استاندار آذربایجان غربی در این حادثه ۷۷ نفر کشته و ۳۳ نفر هم مجروح شده‌اند، که مجروحان به بیمارستان‌های ارومیه انتقال یافته‌اند. در ساعات بعد به دلیل فوت تعدادی از سرنشینان در بیمارستان، تعداد کشته‌شدگان به ۸۰ نفر رسید. خلبان و تمامی کادر پرواز هواپیما نیز جزو کشته‌شدگان بودند.
بعد از وقوع حادثه مردم محلی با حضور در صحنه حادثه اقدام به خارج‌کردن اجساد و مجروحان کردند. گفته می‌شود به دلیل بارش سنگین برف در منطقه، امکان رسیدن به موقع ماشین‌های امدادی در این زمان فراهم نبوده‌است. به گفته وزیر راه، بارش برف، تخلیه به‌موقع سوخت و سرمای هوا، مانع از انفجار هواپیما بعد از برخورد به زمین شده‌است. همچنین در خبرهای تکمیلی اعلام شد که یکی از ۱۰۵ سرنشین هواپیما مفقود بوده که رئیس ستاد مدیریت بحران وزارت راه و ترابری این احتمال را مطرح کرد که فرد مورد نظر به دلیل وضعیت مساعد از نظر سلامتی، پس از سقوط از هواپیما خارج شده و محل حادثه را ترک کرده‌است
یکی از افراد از دست رفته در این پرواز مهندس قاسم قلندر زاده یکی از مدیران برتر و کار آفرین کشور بود که هنوز یادش در خاطره تمام کارگران کارخانه های آذرکام و بپتا و دیگر همکاران و دوستان وی یاداور تلاش ها و فداکاری هایی است که در بهبود رفاه و زندگی آنها انجام داده است 
یادش گرامی .

## علت سانحه
پس از آنکه وزارت راه از اعلام دلایل سانحه سر باز زد، سازمان بازرسی کشور دلایل سانحه را منتشر کرد. هوای نامناسب، یخ‌زدگی باله‌ها و عمل نکردن ضدیخ‌ها و خارج از رده بودن هواپیما، به عنوان عوامل این سانحه شناخته شدند؛ به گونه‌ای که خلبان نتوانسته در اولین تلاش هواپیما را با اجرای آی‌ال‌اس (Instrument landing system) به مدخل باند برساند. فرودگاه ارومیه به دستگاه تشخیص میدان دید مجهز نبوده و این کار به صورت بصری صورت گرفته و اعلام شده که حداقل دید لازم (۸۰۰ متر) وجود دارد. هواپیما پس از تلاش ناموفق تا ارتفاع ۸۰۰۰ پا اوج می‌گیرد که با برخورد با توده هوای نامناسب، یخ‌زدگی در بال‌های هواپیما به‌وجود می‌آید. در نهایت نیز دو موتور از سه موتور هواپیما از کار می‌افتد که موجب سقوط می‌شود.

## اطلاع‌رسانی
در ساعات اولیه پس از سقوط این پرواز، خبرگزاری‌ها اخبار مختلف و متناقضی از مقامات مسئول منتشر کردند. در برخی خبرها، نوع هواپیما فوکر ۱۰۰ ذکر شده بود و برخی اخبار نوع هواپیما را بوئینگ گزارش کرده بودند. متن این اخبار با فاصله زمانی کمی تصحیح شد و در نسخهٔ جدید، نوع هواپیما بوئینگ ۷۲۷ گزارش شد؛ با این حال، خبرگزاری‌هایی که از منابع اصلی خبر را نقل کرده بودند، نسخهٔ قبلی خبر را نمایش می‌دادند. این هواپیما به گفته برخی خبرگزاری‌ها با یک ساعت تأخیر و به گفته برخی دیگر با دو ساعت تأخیر از تهران حرکت کرده بود.
همچنین در مورد تعداد مسافران این پرواز نیز اطلاعات متناقض بود. اگر چه در ساعات اولیه تعداد مسافران به صورت تخمینی از ۹۲ تا ۱۰۵ سرنشین (شامل مسافران و ۸ نفر خدمه پرواز) ذکر شد اما اخبار بعدی تعداد دقیق سرنشینان هواپیما را ۱۱۰ نفر گزارش کردند. در عین حال نمایندهٔ ارومیه در مجلس شورای اسلامی اعلام کرده بود که ۸۰ نفر در این حادثه کشته شده‌اند. در این سانحه ۷۸ نفر که کلیه اعضای کادر پروازی و ۴ تبعه کشور عراق را شامل می‌شد، کشته شدند و ۲۷ نفر نجات یافتند.

## واکنش‌ها
حمید بهبهانی، وزیر راه ایران، چند ساعت پس از حادثه از محل آن بازدید کرد و گفت:
الحمدلله تلفات در این سانحه کم است. با توجه به این‌که هیچ‌گونه آتش‌سوزی برای این هواپیما رخ نداده، تلفات در این حادثه کم است. در این سانحه تعدادی از مسافران سالم هستند که می‌توانند بگویند چه مشکلی پیش آمده‌است.
وی در مورد این حادثه حاضر به پذیرش هیچ‌گونه مسئولیتی نشد و مدعی شد: «چیزی که در این حادثه مطرح نبوده بحث مدیریتی است.» او در پاسخ به این سؤال که چرا در وضعیت نامساعد آب و هوایی به هواپیما اجازه پرواز داده شده، گفت: «چون مردم فشار آوردند.»
محمود احمدی‌نژاد، رئیس‌جمهور ایران، در این رابطه پیامی منتشر کرد و از وقوع این حادثه ابراز تاسف کرد و آن را تسلیت گفت. وی همچنین از مسئولان خواست همهٔ توان خود را در کمک به مجروحان به کار گیرند و به وزیر راه مأموریت داد دربارهٔ علت این حادثه تحقیق کند. ستاد مدیریت بحران استان آذربایجان غربی علاوه بر اعلام سه روز عزای عمومی، مدارس شیفت صبح استان آذربایجان غربی در مقاطع راهنمایی و ابتدایی را تعطیل اعلام کرد.